# シングルロープテクニック

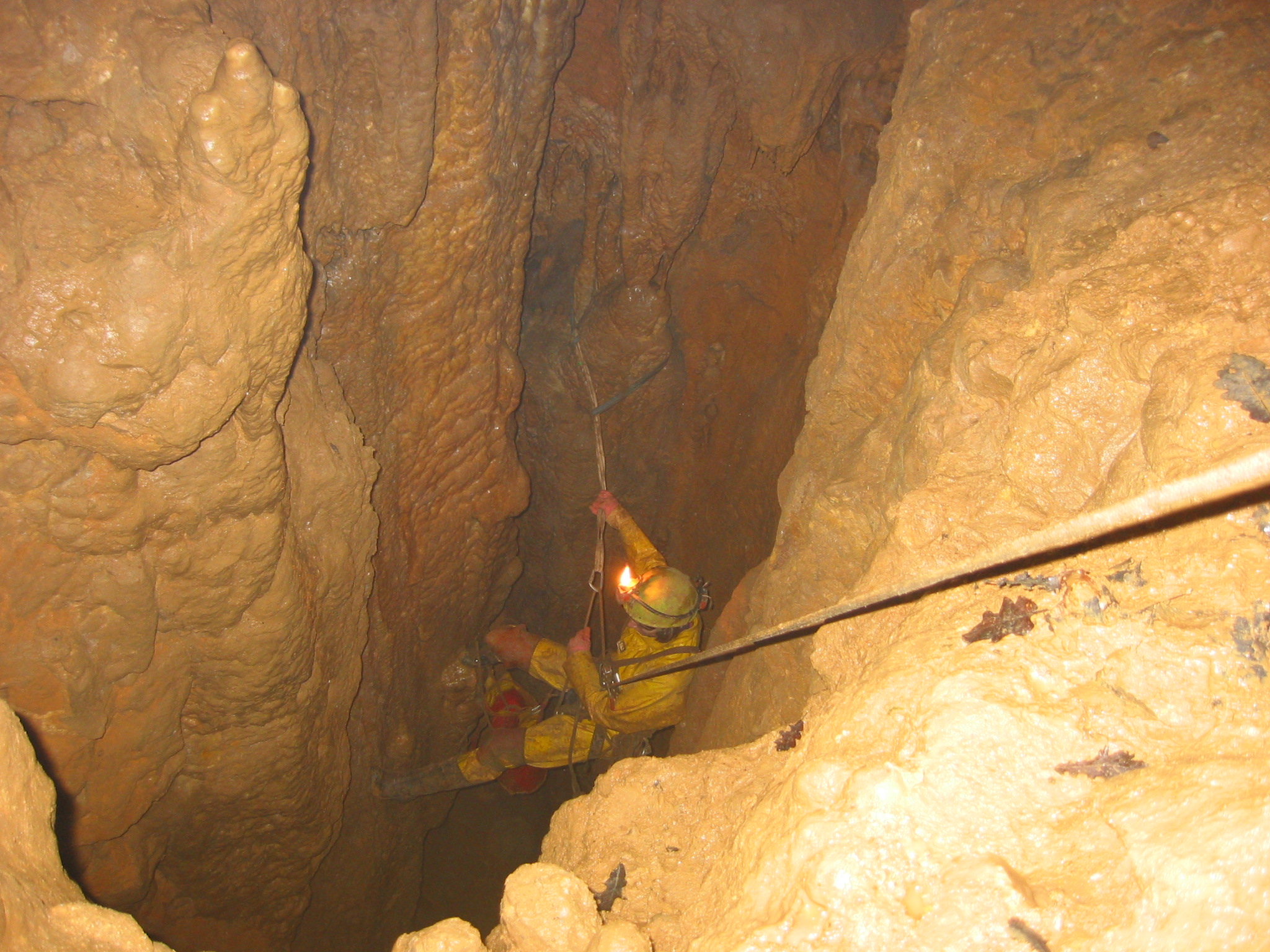
ケイビング

シングルロープテクニック（英語: single rope techniques、略称：SRT）は、一本のロープを多用して登下降するための技術である。洞窟の竪穴を軽量な装備で探検（ケイビング）するために開発された。現在では、ケイビングのみならず急峻な岩壁や法面、高所作業車ではアクセス不可能な橋梁などの調査・点検などを目的としたロープアクセス技術や、高い樹木にアクセスするツリークライミングやツリーケアを行う際に用いられている。登山やクライミングにおけるロッククライミング技術、軍隊や警察・特殊部隊が高所からの突入の際に用いるラペリング技術とは大きく異なっている。

## 歴史
1930年代のフランスにおける洞窟探検が、シングルロープテクニックの先駆けだと呼ばれる。この際用いられた方法は、オーストリアの登山家カール・プルージックが1931年に発明したプルージック結びおよび簡易的なロープクランプを用いたロープ1本での昇降である。しかし、この方法は昇降にかかる時間が遅く苦労を伴うものであったことに加え、当時のロープは麻縄などの天然繊維であったため腐食・劣化しやすく突然ロープが切れることがあった。
その後、1950年代後半以降のアメリカにおいて、シングルロープテクニックは大いに発展した。編みロープと各種金属製の昇降器具（後述）の発明により、数100メートルもの竪穴をより簡単に昇降することが可能となった。以降、ヨーロッパおよびアメリカにおいて様々なSRTのためのギアが開発され、世界各地の竪穴探検が盛んに行われていった。
また、SRTを用いる際最も避けなければならないのがロープの擦過である。
この問題に対し、アメリカではピット数が少なく単純な竪穴が多いことから、ローププロテクターやパッドを用いて擦過を防ぐ方法（アメリカンスタイル）が主流となり、一方でヨーロッパではピット数が多く複雑な竪穴が多いことからリギングやディビエーションと呼ばれる技術を用いて擦過を防ぐ方法（アルパインスタイル）が主流となった。
日本には、1971年に1990年代にSRTが導入されたが、ヨーロッパを経由してSRTが導入された経緯および小規模で複雑な竪穴が多いことから、アルパインスタイルでのSRTが主流となっている。

## 機材

### ロープ
SRTで使用するロープは、セミスタティックロープと呼ばれる伸び率の小さなカーンマントル構造のポリアミド製ロープが主流である。

### 登高器（アッセンダー）
- ハンドアッセンダー
- チェストアッセンダー

### 下降器（ディッセンダー）
SRTで用いられる下降器は、主に以下の２種に分けられる。クライミング等で用いられるエイト環は、ロープをキンク（よじれ）させるために使用されない。
- ボビン型ディッセンダー
- ラック型ディッセンダー

### ハーネス
- シットハーネス

レッグループ型とバムストラップ型とに分かれる。いずれにしても、以下の点を備えたハーネスである。
・長時間のぶら下がりにおいて快適である。
・FF1の落下に対し十分耐えられる。
・軽量でコンパクト、かつ吸水性に乏しい。
・狭所において邪魔にならない。
- チェストハーネス

チェストアッセンダーを取り付け、シットハーネスが身体からぬけ落ちないよう保持する。

### ランヤード
カウズテイル（cow's tail）とも呼ばれ、長短2種類の長さのダイナミックロープからなる。

### カラビナ
アルミ合金製のリングに板バネで開閉するゲートがついたものである。SRTにおいては、主に環付きのO型（オーバル型）が適している。これは、ロープの設置の際に確実に固定する必要があり、他のD型カラビナやHMS型（洋ナシ形）カラビナに比べ応用範囲が広いからである。

### マイロン
マイオン、マイヨンとも呼ばれる。形状はカラビナに似ているが、ゲート部がスクリュー式になっており、より確実に固定ができる。シットハーネスのメインアタッチメント部や、リギング時のハンガーに用いられる。

### フットループ
足を通す輪のついたロープ。ハンドアッセンダーに接続し、ロープの登高やリビレイなどの際に用いる。

### 予備コード
登高器や下降器などが破損・落下などのトラブルで使用できなくなった際に用いる。例えば、ハンドアッセンダーが故障した場合にはプルージックコードを作成し、緊急用の登高器として用いる。

### プーリー
セルフレスキューの際に倍力システムを組み要救助者を引き上げ・吊りおろしするために用いられる。

## 技術

### ロープ登高技術
SRTの発展とともに数百メートルもの深さの竪穴を簡単に効率よく登高するためのいくつもの方法が開発されてきた。そのうち代表的なもの2つについて述べる。
- フロッグシステム

日本国内では最も一般的に用いられている。1つのハンドアッセンダーを手で持ち、フットコードに足を通した状態で立ち上がりとしゃがみを交互に「カエルのように」繰り返して登高する。
- ミッチェルシステム

1960年代に後半にディック・ミッチェルによって開発されたシステム。チェストローラーと呼ばれる器具をチェストハーネスに装着した状態で片足のフットコードおよびロープをローラーに通し、両手に持った2つのハンドアッセンダーで登高する。
その他、派生形など数多くの方法が存在する。
- フロッグウォークシステム
- マオシステム
- テキサスシステム
- 3ギブス・ウォークシステム

## リギング技術
ロープを設置していくことをリギングと呼ぶ。ロープが擦過し破断すると考えられる地点でリギングの際にいくつか特徴的な技術が用いられる。

### リビレイ
擦過が予測される場所の上方で支点を取り直し、ロープで降りていく位置を大きく変更する方法。

### ディビエーション
新たに取得した支点から伸ばしたカラビナにロープを通し、ロープの進路を少し変えて危険な箇所を避ける方法。

### ローププロテクター
リビレイやディビエーションにふさわしい支点が確保できないような地点では、ロープ自体にPVC製の巻き付け型養生を装着し直接擦過箇所に当たらないようにする。
ただし、あくまでも一時しのぎであり、下方の可能な場所でリビレイを取りなおす必要がある。

## レスキュー技術
SRTにおいて、ロープ上の使用者が何かしらの事故により意識を失い脱出不能となった場合、一般の公的救助機関では救出不可能である場合やかなりの時間を要する場合がほとんどである。
また、ロープ上で意識を失った人を助け出すのに15分程度以上かかると、生命が脅かされることがある。
そのため、基本的に現地にいる他のメンバーが要救助者を安全な場所まで搬出できなければならない。
そのためのレスキュー技術として、救助者が要救助者のぶら下がったロープの上方ないし下方から要救助者に近づき、引き上げ・吊りおろしする方法が状況に応じ使い分けられる。

## 応用
現在では、SRTは洞窟探検だけにとどまらず、他の用途にも応用されている。
樹木への登高技術として、ツリークライマーやアーボリスト（樹木医、空師）が用いたり、高所や難所にある橋梁や産業施設・岩壁や崖などの点検調査（ロープアクセス）のために用いられたりしている。